# Stockheim (Nümbrecht)
Stockheim ist ein Ortsteil von Nümbrecht im Oberbergischen Kreis im südlichen Nordrhein-Westfalen innerhalb des Regierungsbezirks Köln.

## Lage und Beschreibung
Der Ort liegt in Luftlinie rund 2,8 Kilometer nördlich vom Ortszentrum von Nümbrecht entfernt.

## Geschichte

### Erstnennung
1341 wurde der Ort das erste Mal urkundlich erwähnt: „Vereinbarung eines Burgfriedens und Eingrenzung des Bifangs zu Homburg“ (Klaus Pampus: Urkundliche Erstnennungen oberbergische Orte).
Die Schreibweise der Erstnennung war Stockhain.

## Freizeit

### Vereinswesen
- Gemeinnütziger Verein e. V. Stockheim